# Dicranopselaphus variegatus
Dicranopselaphus variegatus är en skalbaggsart som beskrevs av Horn 1880. Dicranopselaphus variegatus ingår i släktet Dicranopselaphus och familjen Psephenidae. Inga underarter finns listade i Catalogue of Life.